# Wąwolnica (gmina w województwie wrocławskim)
Wąwolnica – dawna gmina wiejska istniejąca w latach 1945–1954 w woj. wrocławskim (dzisiejsze woj. dolnośląskie). Siedzibą władz gminy była Wąwolnica.
Gmina Wąwolnica powstała po II wojnie światowej na terenie tzw. Ziem Odzyskanych (tzw. II okręg administracyjny – Dolny Śląsk). 28 czerwca 1946 gmina – jako jednostka administracyjna powiatu strzelińskiego – weszła w skład nowo utworzonego woj. wrocławskiego.
Według stanu z 1 lipca 1952 gmina składała się z 13 gromad: Błotnica, Brochocin, Czerwieniec, Dankowice, Dobrzenice, Jakubów, Komorowice, Lipowa, Nieszkowice, Skoroszowice, Stachów, Wąwolnica i Zarzyca. Gmina została zniesiona 29 września 1954 wraz z reformą wprowadzającą gromady w miejsce gmin. Jednostki nie przywrócono 1 stycznia 1973 wraz z kolejną reformą reaktywującą gminy.